# SWAS
SWAS（Submillimeter Wave Astronomy Satellite、サブミリメーター波天文衛星）はNASAのSMEXの一環として打ち上げられた宇宙望遠鏡。ゴダード宇宙飛行センターが設計し、スミソニアン天体物理観測所で調査された。宇宙空間の水分子、酸素分子、原子状炭素、一酸化炭素から生じる 487-556 GHzのマイクロ波を検出する。
2004年6月21日まで観測を続けたが、テンペル第1彗星とディープ・インパクトの衝突を観測するため、1年の準備計画の後、2005年6月に観測を再開、3ヵ月間観測した。